# مهرجان غالواي الدولي للمحار
يعد مهرجان غالواي الدولي للمحار مهرجانًا للغذاء يقام سنوياً في مدينة غالوي على الساحل الغربي لأيرلندا في نهاية الأسبوع الأخير من شهر سبتمبر، وهو الشهر الأول من موسم المحار. تم البدء في الاحتفال به عام 1954 وكان من بنات أفكار بريان كولينز مدير فندق جريت ساوثرن (المعروف الآن باسم فندف مايريك). وفي عام 2000 وصفته صحيفة «صنداي تايمز» بأنه «واحدة ضمن أعظم 12 عرض في العالم». كما أدرج في دليل سفر ايه ايه عام 1987 بأنه أحد أفضل سبعة مهرجانات في أوروبا.
نشأت فكرة مهرجان غالواي الدولي للمحار للاحتفال بشهرة جالوي بكثرة المحار المحلي، حيث إنه سمة فريدة من نوعها تتميز بها مدينة غالوي والدولة ككل. كان مدير الفندق، براين كولينز يبحث عن شيء فريد لجذب المزيد من الزوار إلى غالواي في مثل ذلك الوقت الهادئ من العام. واجتمع كولينز ببعض السكان في كلارينبريدج وناقش الفكرة معهم ثم أقيم المهرجان الأول للمحار في جالواي عام 1954بحضور 34 شخصًا.
أقيم المهرجان في بداية الأمر في قرية كلارينبريدج أثناء ساعات النهار، ثم في فندق جريت ساذرن في مدينة غالواي في الليل. واستمر ذلك حتى منتصف الثمانينيات عندما توسع الاحتفال بشكل كبير. وأقيمت جميع الاحتفالات في وسط مدينة غالواي. وأقيم هناك سرادق مقلم باللونين الأحمر والأبيض عند سبانيش ارك، ثم في نيموس بير. ومن أجل تقليل أسعار التذاكر، انتقل موقع المهرجان إلى فندق راديسون غالواي في عام 2009. لكن بناء على المطلب الشعبي، أُعيد إقامة السرادق مجدداً في عام 2011 في دوكس وتم تغيير اسم المهرجان إلى مهرجان غالواي الدولي للمحار والمأكولات البحرية. وفي عام 2014 كانت الذكرى السنوية الستون لهذا الحدث، لذا أعادته الشركة المنتجة "Milestone Inventive" إلى منطقتة الأصلية جالواي وأقامته في فيش ماركت عند منطقة سبانيش ارك.
يعد الحدثان الرئيسيان هما «بطولة افتتاح إيريش اويستر » و«بطولة افتتاح ورلد اويستر ». وتشمل الفعاليات الأخرى احتفال «ماردي جرا» والمأكولات البحرية، وفقرة الرقص الصامت وهذا الاحتفال يعد يومًا عائليًا يتضمن مظاهر كثيرة منها الطبخ وموسيقى الجاز وعروض مهارات السيرك.